# Ellsworthland
Koordinaten: 76° S, 80° W
Das Ellsworthland ist eine Region in Westantarktika. Es erstreckt sich der südlichen Wurzel der Antarktischen Halbinsel (Palmerland) und dem Filchner-Ronne-Schelfeis sowie südlich davon dem Queen Elizabeth Land im Osten bis zum Marie-Byrd-Land im Westen, zwischen 103° 24′ W und 79° 45′ W. Gegen Norden wird das Ellsworthland durch die Bellingshausensee begrenzt.
Es handelt sich hierbei um eine mit Inlandeis bedeckte Hochebene von durchschnittlich 2000 m Höhe, aus der das Ellsworthgebirge mit dem Mount Vinson, dem höchsten Gipfel der Antarktis, aufsteigt. Das Gebiet wurde vom amerikanischen Forscher Lincoln Ellsworth, der die Region 1935 in einem Flugzeug überflog, nach seinem Vater James W. Ellsworth Land genannt.

## Grenze zur Antarktischen Halbinsel
Bis 2009 wurde als Südgrenze der Antarktischen Halbinsel allgemein eine Linie vom Kap Adams (welches ungefähr den Rand des Filchner-Ronne-Schelfeises markiert) bis zu einem Punkt der English-Küste bei 73° 24′ S, 72° 0′ W, gegenüber den Eklund-Inseln, angesehen.
Im Jahre 2009 wurde von britischer Seite die Südgrenze neu definiert, und zwar von der Rydberg-Halbinsel bei 73° 0′ S, 80° 0′ W bis zur Aufsetzlinie (grounding line) des Evans-Eisstroms bei ungefähr 76° 34′ S, 75° 0′ W.
Dadurch verschiebt sich auch die Südgrenze des Palmerlandes entsprechend,
wodurch geographische Objekte zwischen den beiden Südgrenzen nach britischer Auffassung im Palmerland, nach US-amerikanischer – die an der konventionellen Südgrenze festhält – dagegen im Ellsworthland liegen.